# Calcio ai Giochi della XXXIII Olimpiade - Convocazioni al torneo femminile
Questa pagina contiene un elenco di tutte le calciatrici convocate al torneo femminile di calcio dei Giochi olimpici estivi 2024.
Il torneo femminile di calcio non ha restrizioni sull'età delle partecipanti. La rosa di ciascuna squadra deve essere composta da 18 componenti, delle quali almeno due devono avere il ruolo di portiere. Ciascuna squadra può avere un massimo di quattro calciatrici come riserva, nel caso di sostituzione per infortunio o causa di forza maggiore. L'11 luglio 2024 la FIFA ha pubblicato l'elenco delle rose delle dodici squadre partecipanti al torneo.
Presenze, reti e squadre al momento della convocazione. Numerazione come da lista FIFA.

## Gruppo A
Canada
Selezionatrice:  Bev Priestman
La lista delle convocate per il Canada è stata comunicata ufficialmente il 1º luglio 2024. Deanne Rose, Shelina Zadorsky, Gabrielle Carle e Lysianne Proulx sono state indicate come riserve. Il 20 luglio 2024 Gabrielle Carle ha sostituito l'infortunata Sydney Collins in squadra, mentre Desiree Scott è stata aggiunta alla lista delle riserve.
| N. | Pos. | Giocatore         | Data nascita (età)          | Pres. | Reti | Squadra             |
| -- | ---- | ----------------- | --------------------------- | ----- | ---- | ------------------- |
| 1  | P    | Kailen Sheridan   | 16 luglio 1995 (29 anni)    | 50    | 0    | San Diego Wave      |
| 2  | D    | Gabrielle Carle   | 12 ottobre 1998 (25 anni)   | 46    | 1    | Washington Spirit   |
| 3  | D    | Kadeisha Buchanan | 5 novembre 1995 (28 anni)   | 149   | 6    | Chelsea             |
| 4  | A    | Evelyne Viens     | 6 febbraio 1997 (27 anni)   | 31    | 5    | Roma                |
| 5  | C    | Quinn             | 11 agosto 1995 (28 anni)    | 100   | 6    | Seattle Reign       |
| 6  | A    | Cloé Lacasse      | 7 luglio 1993 (31 anni)     | 36    | 5    | Arsenal             |
| 7  | C    | Julia Grosso      | 29 agosto 2000 (22 anni)    | 63    | 3    | Svincolata          |
| 8  | D    | Jayde Riviere     | 22 gennaio 2001 (23 anni)   | 46    | 1    | Manchester United   |
| 9  | A    | Jordyn Huitema    | 8 maggio 2001 (23 anni)     | 81    | 21   | Seattle Reign       |
| 10 | D    | Ashley Lawrence   | 11 giugno 1995 (29 anni)    | 134   | 8    | Chelsea             |
| 11 | A    | Adriana Leon      | 2 ottobre 1992 (31 anni)    | 114   | 40   | Aston Villa         |
| 12 | D    | Jade Rose         | 12 febbraio 2003 (21 anni)  | 21    | 0    | Harvard Crimson     |
| 13 | C    | Simi Awujo        | 23 settembre 2003 (20 anni) | 17    | 1    | USC Trojans         |
| 14 | D    | Vanessa Gilles    | 11 marzo 1996 (28 anni)     | 41    | 4    | Olympique Lione     |
| 15 | A    | Nichelle Prince   | 19 febbraio 1995 (29 anni)  | 97    | 16   | Kansas City Current |
| 16 | A    | Janine Beckie     | 20 agosto 1994 (29 anni)    | 105   | 36   | Portland Thorns     |
| 17 | C    | Jessie Fleming    | 11 marzo 1998 (26 anni)     | 132   | 19   | Portland Thorns     |
| 18 | P    | Sabrina D'Angelo  | 11 maggio 1993 (31 anni)    | 16    | 0    | Svincolata          |

 Colombia
Selezionatrice:  Angelo Marsiglia
La lista delle convocate per la Colombia è stata comunicata ufficialmente il 5 luglio 2024. Wendy Bonilla, Lady Andrade, María Camila Reyes e Sandra Sepúlveda sono state indicate come riserve.
| N. | Pos. | Giocatore        | Data nascita (età)          | Pres. | Reti | Squadra                    |
| -- | ---- | ---------------- | --------------------------- | ----- | ---- | -------------------------- |
| 1  | P    | Catalina Pérez   | 8 novembre 1994 (29 anni)   |       |      | Werder Brema               |
| 2  | D    | Manuela Vanegas  | 9 novembre 2000 (23 anni)   |       |      | Real Sociedad              |
| 3  | D    | Daniela Arias    | 31 agosto 1994 (29 anni)    |       |      | Corinthians                |
| 4  | D    | Daniela Caracas  | 25 aprile 1997 (27 anni)    |       |      | Espanyol                   |
| 5  | D    | Yirleidis Minota | 10 novembre 2002 (21 anni)  |       |      | Pachuca                    |
| 6  | C    | Daniela Montoya  | 22 agosto 1990 (33 anni)    |       |      | Atlético Nacional          |
| 7  | A    | Manuela Paví     | 23 dicembre 2000 (23 anni)  |       |      | Deportivo Cali             |
| 8  | C    | Marcela Restrepo | 10 novembre 1995 (28 anni)  |       |      | Atlético Nacional          |
| 9  | A    | Mayra Ramírez    | 23 marzo 1999 (25 anni)     |       |      | Chelsea                    |
| 10 | C    | Leicy Santos     | 16 maggio 1996 (28 anni)    |       |      | Washington Spirit          |
| 11 | A    | Catalina Usme    | 25 dicembre 1989 (34 anni)  |       |      | Pachuca                    |
| 12 | P    | Katherine Tapia  | 7 dicembre 1992 (31 anni)   |       |      | Palmeiras                  |
| 13 | C    | Ilana Izquierdo  | 14 giugno 2002 (22 anni)    |       |      | Mississippi State Bulldogs |
| 14 | D    | Ángela Barón     | 18 settembre 2003 (20 anni) |       |      | Atlético Nacional          |
| 15 | C    | Liana Salazar    | 16 settembre 1992 (31 anni) |       |      | Millonarios                |
| 16 | D    | Jorelyn Carabalí | 18 maggio 1997 (27 anni)    |       |      | Brighton & Hove            |
| 17 | D    | Carolina Arias   | 2 settembre 1990 (33 anni)  |       |      | América de Cali            |
| 18 | A    | Linda Caicedo    | 22 febbraio 2005 (19 anni)  |       |      | Real Madrid                |

 Francia
Selezionatrice:  Hervé Renard
La lista delle convocate per la Francia è stata comunicata ufficialmente l'8 luglio 2024. Léa Le Garrec, Vicki Becho, Ève Périsset e Solène Durand sono state indicate come riserve.
| N. | Pos. | Giocatore               | Data nascita (età)          | Pres. | Reti | Squadra             |
| -- | ---- | ----------------------- | --------------------------- | ----- | ---- | ------------------- |
| 1  | P    | Constance Picaud        | 5 luglio 1998 (26 anni)     | 6     | 0    | Fleury              |
| 2  | D    | Maëlle Lakrar           | 27 maggio 2000 (24 anni)    | 16    | 3    | Real Madrid         |
| 3  | D    | Wendie Renard           | 20 luglio 1990 (34 anni)    | 159   | 38   | Olympique Lione     |
| 4  | D    | Estelle Cascarino       | 5 febbraio 1997 (27 anni)   | 15    | 1    | Juventus            |
| 5  | D    | Elisa De Almeida        | 11 gennaio 1998 (26 anni)   | 32    | 4    | Paris Saint-Germain |
| 6  | C    | Amandine Henry          | 28 settembre 1989 (34 anni) | 104   | 14   | Utah Royals         |
| 7  | D    | Sakina Karchaoui        | 26 gennaio 1996 (28 anni)   | 74    | 1    | Paris Saint-Germain |
| 8  | C    | Grace Geyoro            | 2 luglio 1997 (27 anni)     | 81    | 17   | Paris Saint-Germain |
| 9  | A    | Eugénie Le Sommer       | 18 dicembre 1989 (35 anni)  | 192   | 93   | Olympique Lione     |
| 10 | A    | Delphine Cascarino      | 5 febbraio 1997 (27 anni)   | 61    | 14   | Olympique Lione     |
| 11 | A    | Kadidiatou Diani        | 1º aprile 1995 (29 anni)    | 100   | 28   | Olympique Lione     |
| 12 | A    | Marie-Antoinette Katoto | 1º novembre 1998 (25 anni)  | 39    | 29   | Paris Saint-Germain |
| 13 | D    | Selma Bacha             | 9 novembre 2000 (23 anni)   | 31    | 2    | Olympique Lione     |
| 14 | C    | Sandie Toletti          | 13 luglio 1995 (29 anni)    | 55    | 3    | Real Madrid         |
| 15 | C    | Kenza Dali              | 31 luglio 1991 (32 anni)    | 67    | 12   | Aston Villa         |
| 16 | P    | Pauline Peyraud-Magnin  | 17 marzo 1992 (32 anni)     | 53    | 0    | Juventus            |
| 17 | C    | Sandy Baltimore         | 19 febbraio 2000 (24 anni)  | 28    | 3    | Chelsea             |
| 18 | D    | Griedge Mbock Bathy     | 6 novembre 2001 (22 anni)   | 80    | 8    | Paris Saint-Germain |

 Nuova Zelanda
Selezionatrice:  Michael Mayne
La lista delle convocate per la Nuova Zelanda è stata comunicata ufficialmente il 4 luglio 2024. Claudia Bunge, Annalie Longo, Michaela Foster e Murphy Sheaff sono state indicate come riserve.
| N. | Pos. | Giocatore          | Data nascita (età)         | Pres. | Reti | Squadra            |
| -- | ---- | ------------------ | -------------------------- | ----- | ---- | ------------------ |
| 1  | P    | Anna Leat          | 26 giugno 2001 (23 anni)   | 18    | 0    | Aston Villa        |
| 2  | D    | Kate Taylor        | 21 ottobre 2003 (20 anni)  | 16    | 1    | Svincolata         |
| 3  | D    | Mackenzie Barry    | 11 aprile 2001 (23 anni)   | 16    | 0    | Wellington Phoenix |
| 4  | D    | CJ Bott            | 22 aprile 1995 (29 anni)   | 46    | 3    | Leicester City     |
| 5  | D    | Meikayla Moore     | 4 giugno 1996 (28 anni)    | 65    | 4    | Svincolata         |
| 6  | C    | Malia Steinmetz    | 18 gennaio 1999 (25 anni)  | 31    | 0    | Nordsjælland       |
| 7  | D    | Ali Riley          | 30 ottobre 1987 (36 anni)  | 162   | 2    | Angel City         |
| 8  | C    | Macey Fraser       | 11 luglio 2002 (22 anni)   | 5     | 2    | Utah Royals        |
| 9  | A    | Gabi Rennie        | 7 luglio 2001 (23 anni)    | 37    | 2    | Åland United       |
| 10 | C    | Indiah-Paige Riley | 20 dicembre 2001 (22 anni) | 24    | 6    | PSV                |
| 11 | C    | Katie Kitching     | 30 novembre 1998 (25 anni) | 10    | 4    | Sunderland         |
| 12 | P    | Victoria Esson     | 6 marzo 1991 (33 anni)     | 23    | 0    | Rangers            |
| 13 | D    | Rebekah Stott      | 17 giugno 1993 (31 anni)   | 102   | 4    | Melbourne City     |
| 14 | D    | Katie Bowen        | 15 aprile 1994 (30 anni)   | 109   | 4    | Inter              |
| 15 | D    | Ally Green         | 17 agosto 1998 (25 anni)   | 14    | 2    | AGF                |
| 16 | A    | Jacqui Hand        | 19 febbraio 1999 (25 anni) | 27    | 8    | Svincolata         |
| 17 | A    | Milly Clegg        | 1º novembre 2005 (18 anni) | 8     | 1    | Racing Louisville  |
| 18 | A    | Grace Jale         | 10 aprile 1999 (25 anni)   | 31    | 9    | Svincolata         |

## Gruppo B
Australia
Selezionatrice:  Tony Gustavsson
La lista delle convocate per l'Australia è stata comunicata ufficialmente il 4 giugno 2024. Courtney Nevin, Charlotte Grant, Sharn Freier e Lydia Williams sono state indicate come riserve.
| N. | Pos. | Giocatore          | Data nascita (età)         | Pres. | Reti | Squadra             |
| -- | ---- | ------------------ | -------------------------- | ----- | ---- | ------------------- |
| 1  | P    | Mackenzie Arnold   | 25 febbraio 1994 (30 anni) | 49    | 0    | West Ham            |
| 2  | A    | Michelle Heyman    | 4 luglio 1988 (36 anni)    | 66    | 26   | Canberra United     |
| 3  | D    | Kaitlyn Torpey     | 17 marzo 2000 (24 anni)    | 5     | 1    | San Diego Wave      |
| 4  | D    | Clare Polkinghorne | 1º febbraio 1989 (35 anni) | 167   | 16   | Kristianstads DFF   |
| 5  | A    | Cortnee Vine       | 9 aprile 1998 (26 anni)    | 29    | 3    | Sydney FC           |
| 6  | C    | Katrina Gorry      | 13 agosto 1992 (31 anni)   | 107   | 17   | West Ham            |
| 7  | D    | Stephanie Catley   | 26 gennaio 1994 (30 anni)  | 126   | 5    | Arsenal             |
| 8  | C    | Kyra Cooney-Cross  | 15 febbraio 2002 (22 anni) | 45    | 0    | Arsenal             |
| 9  | A    | Caitlin Foord      | 11 novembre 1994 (29 anni) | 123   | 36   | Arsenal             |
| 10 | C    | Emily van Egmond   | 12 luglio 1993 (31 anni)   | 144   | 31   | San Diego Wave      |
| 11 | A    | Mary Fowler        | 14 febbraio 2003 (21 anni) | 53    | 15   | Manchester City     |
| 12 | D    | Ellie Carpenter    | 28 aprile 2000 (24 anni)   | 77    | 4    | Olympique Lione     |
| 13 | C    | Tameka Yallop      | 16 giugno 1991 (33 anni)   | 124   | 13   | Brisbane Roar       |
| 14 | D    | Alanna Kennedy     | 21 gennaio 1995 (29 anni)  | 124   | 9    | Manchester City     |
| 15 | D    | Clare Hunt         | 12 marzo 1999 (25 anni)    | 20    | 0    | Paris Saint-Germain |
| 16 | A    | Hayley Raso        | 5 settembre 1994 (29 anni) | 87    | 18   | Real Madrid         |
| 17 | C    | Clare Wheeler      | 14 gennaio 1998 (26 anni)  | 21    | 2    | Everton             |
| 18 | P    | Teagan Micah       | 20 ottobre 1997 (26 anni)  | 17    | 0    | Liverpool           |

 Germania
Selezionatrice:  Horst Hrubesch
La lista delle convocate per la Germania è stata comunicata ufficialmente il 3 luglio 2024. Felicitas Rauch, Janina Minge, Nicole Anyomi e Stina Johannes sono state indicate come riserve. Il 20 luglio 2024 Janina Minge ha sostituito l'infortunata Lena Oberdorf in squadra, mentre Pia-Sophie Wolter è stata aggiunta alla lista delle riserve.
| N. | Pos. | Giocatore         | Data nascita (età)         | Pres. | Reti | Squadra               |
| -- | ---- | ----------------- | -------------------------- | ----- | ---- | --------------------- |
| 1  | P    | Merle Frohms      | 28 gennaio 1995 (29 anni)  | 51    | 0    | Wolfsburg             |
| 2  | D    | Sarai Linder      | 26 ottobre 1999 (24 anni)  | 14    | 0    | Wolfsburg             |
| 3  | D    | Kathrin Hendrich  | 6 aprile 1992 (32 anni)    | 73    | 5    | Wolfsburg             |
| 4  | D    | Bibiane Schulze   | 12 novembre 1998 (25 anni) | 3     | 0    | Athletic Bilbao       |
| 5  | D    | Marina Hegering   | 17 aprile 1990 (34 anni)   | 37    | 4    | Wolfsburg             |
| 6  | C    | Janina Minge      | 11 giugno 1999 (25 anni)   | 5     | 1    | Friburgo              |
| 7  | A    | Lea Schüller      | 12 novembre 1997 (26 anni) | 60    | 41   | Bayern Monaco         |
| 8  | C    | Sydney Lohmann    | 19 giugno 2000 (24 anni)   | 31    | 4    | Bayern Monaco         |
| 9  | C    | Sjoeke Nüsken     | 22 gennaio 2001 (23 anni)  | 28    | 3    | Chelsea               |
| 10 | A    | Laura Freigang    | 1º febbraio 1998 (26 anni) | 27    | 12   | Eintracht Francoforte |
| 11 | A    | Alexandra Popp    | 6 aprile 1991 (33 anni)    | 139   | 67   | Wolfsburg             |
| 12 | P    | Ann-Katrin Berger | 9 ottobre 1990 (33 anni)   | 8     | 0    | NJ/NY Gotham          |
| 13 | D    | Sara Doorsoun     | 17 novembre 1991 (32 anni) | 52    | 1    | Eintracht Francoforte |
| 14 | C    | Elisa Senß        | 1º ottobre 1997 (26 anni)  | 5     | 0    | Eintracht Francoforte |
| 15 | D    | Giulia Gwinn      | 2 luglio 1999 (25 anni)    | 45    | 10   | Bayern Monaco         |
| 16 | C    | Jule Brand        | 16 ottobre 2002 (21 anni)  | 45    | 7    | Wolfsburg             |
| 17 | A    | Klara Bühl        | 7 dicembre 2000 (23 anni)  | 50    | 23   | Bayern Monaco         |
| 18 | A    | Vivien Endemann   | 7 agosto 2001 (22 anni)    | 4     | 0    | Wolfsburg             |

 Stati Uniti
Selezionatrice:  Emma Hayes
La lista delle convocate per gli Stati Uniti è stata comunicata ufficialmente il 26 giugno 2024. Hal Hershfelt, Croix Bethune, Lynn Williams e Jane Campbell sono state indicate come riserve. Il 12 luglio 2024 Lynn Williams ha sostituito l'infortunata Catarina Macario in squadra, mentre Emily Sams è stata aggiunta alla lista delle riserve.
| N. | Pos. | Giocatore         | Data nascita (età)          | Pres. | Reti | Squadra             |
| -- | ---- | ----------------- | --------------------------- | ----- | ---- | ------------------- |
| 1  | P    | Alyssa Naeher     | 20 aprile 1988 (36 anni)    | 104   | 0    | Chicago Stars       |
| 2  | D    | Emily Fox         | 5 luglio 1998 (26 anni)     | 49    | 1    | Arsenal             |
| 3  | C    | Korbin Albert     | 13 ottobre 2003 (20 anni)   | 11    | 0    | Paris Saint-Germain |
| 4  | D    | Naomi Girma       | 14 giugno 2000 (24 anni)    | 32    | 0    | San Diego Wave      |
| 5  | A    | Trinity Rodman    | 20 marzo 2002 (22 anni)     | 38    | 7    | Washington Spirit   |
| 6  | D    | Casey Krueger     | 23 agosto 1990 (33 anni)    | 49    | 0    | Washington Spirit   |
| 7  | A    | Crystal Dunn      | 3 luglio 1992 (32 anni)     | 147   | 25   | NJ/NY Gotham        |
| 8  | A    | Lynn Williams     | 21 maggio 1993 (31 anni)    | 65    | 18   | NJ/NY Gotham        |
| 9  | A    | Mallory Swanson   | 29 aprile 1998 (26 anni)    | 92    | 34   | Chicago Stars       |
| 10 | C    | Lindsey Horan     | 26 maggio 1994 (30 anni)    | 148   | 35   | Olympique Lione     |
| 11 | A    | Sophia Smith      | 10 agosto 2000 (23 anni)    | 48    | 19   | Portland Thorns     |
| 12 | D    | Tierna Davidson   | 19 settembre 1998 (25 anni) | 58    | 3    | NJ/NY Gotham        |
| 13 | D    | Jenna Nighswonger | 28 novembre 2000 (23 anni)  | 9     | 2    | NJ/NY Gotham        |
| 14 | D    | Emily Sonnett     | 25 novembre 1993 (30 anni)  | 91    | 2    | NJ/NY Gotham        |
| 15 | A    | Jaedyn Shaw       | 20 ottobre 2004 (19 anni)   | 14    | 7    | San Diego Wave      |
| 16 | C    | Rose Lavelle      | 14 maggio 1995 (29 anni)    | 100   | 24   | NJ/NY Gotham        |
| 17 | C    | Sam Coffey        | 31 dicembre 1998 (25 anni)  | 17    | 1    | Portland Thorns     |
| 18 | P    | Casey Murphy      | 25 aprile 1996 (28 anni)    | 19    | 0    | N. Carolina Courage |

 Zambia
Selezionatrice:  Bruce Mwape
La lista delle convocate per lo Zambia è stata comunicata ufficialmente il 4 luglio 2024. Vast Phiri, Racheal Nachula, Mary Wilombe e Eunice Sakala sono state indicate come riserve.
| N. | Pos. | Giocatore          | Data nascita (età)          | Pres. | Reti | Squadra          |
| -- | ---- | ------------------ | --------------------------- | ----- | ---- | ---------------- |
| 1  | P    | Catherine Musonda  | 20 febbraio 1998 (26 anni)  |       |      | Hapoel Raanana   |
| 2  | D    | Diana Banda        | 5 febbraio 2002 (22 anni)   |       |      | Green Buffaloes  |
| 3  | D    | Lushomo Mweemba    | 10 aprile 2001 (23 anni)    |       |      | BIIK Kazygurt    |
| 4  | D    | Esther Siamfuko    | 8 agosto 2004 (19 anni)     |       |      | Green Buffaloes  |
| 5  | D    | Pauline Zulu       | 3 marzo 2003 (21 anni)      |       |      | Lusaka Dynamos   |
| 6  | C    | Rhoda Chileshe     | 8 maggio 1998 (26 anni)     |       |      | Indeni Roses     |
| 7  | C    | Misozi Zulu        | 11 ottobre 1994 (29 anni)   |       |      | Hakkarigucu Spur |
| 8  | A    | Ochumba Lubandji   | 1º luglio 2001 (23 anni)    |       |      | Red Arrows       |
| 9  | A    | Kabange Mupopo     | 21 settembre 1992 (31 anni) |       |      | Green Buffaloes  |
| 10 | C    | Grace Chanda       | 11 giugno 1997 (27 anni)    |       |      | Orlando Pride    |
| 11 | A    | Barbara Banda      | 20 marzo 2000 (24 anni)     |       |      | Orlando Pride    |
| 12 | C    | Avell Chitundu     | 30 luglio 1997 (26 anni)    |       |      | ZESCO United     |
| 13 | D    | Martha Tembo       | 8 marzo 1998 (26 anni)      |       |      | BIIK Kazygurt    |
| 14 | C    | Prisca Chilufya    | 8 giugno 1999 (25 anni)     |       |      | Juárez           |
| 15 | C    | Hellen Chanda      | 16 giugno 1998 (26 anni)    |       |      | Hakkarigucu Spur |
| 16 | D    | Esther Muchinga    | 16 novembre 2002 (21 anni)  |       |      | Zanaco           |
| 17 | A    | Racheal Kundananji | 3 giugno 2000 (24 anni)     |       |      | Bay FC           |
| 18 | P    | Ngambo Musole      | 26 giugno 1998 (26 anni)    |       |      | Green Buffaloes  |

## Gruppo C
Brasile
Selezionatrice:  Arthur Elias
La lista delle convocate per il Brasile è stata comunicata ufficialmente il 2 luglio 2024. Priscila, Angelina, Lauren e Luciana sono state indicate come riserve.
| N. | Pos. | Giocatore      | Data nascita (età)         | Pres. | Reti | Squadra             |
| -- | ---- | -------------- | -------------------------- | ----- | ---- | ------------------- |
| 1  | P    | Lorena         | 6 maggio 1997 (27 anni)    | 22    | 0    | Grêmio              |
| 2  | D    | Antônia        | 26 aprile 1994 (30 anni)   | 40    | 1    | Svincolata          |
| 3  | D    | Tarciane       | 27 maggio 2003 (21 anni)   | 7     | 1    | Houston Dash        |
| 4  | D    | Rafaelle       | 18 giugno 1991 (33 anni)   | 94    | 9    | Orlando Pride       |
| 5  | C    | Duda Sampaio   | 18 maggio 2001 (23 anni)   | 19    | 2    | Corinthians         |
| 6  | D    | Tamires        | 10 ottobre 1987 (36 anni)  | 148   | 7    | Corinthians         |
| 7  | A    | Kerolin        | 17 novembre 1999 (24 anni) | 37    | 5    | N. Carolina Courage |
| 8  | C    | Vitória Yaya   | 23 gennaio 2002 (22 anni)  | 7     | 1    | Corinthians         |
| 9  | A    | Adriana        | 17 novembre 1996 (27 anni) | 56    | 13   | Orlando Pride       |
| 10 | A    | Marta          | 19 febbraio 1986 (38 anni) | 186   | 116  | Orlando Pride       |
| 11 | A    | Jheniffer      | 6 novembre 2001 (22 anni)  | 1     | 0    | Corinthians         |
| 12 | P    | Tainá          | 1º maggio 1995 (29 anni)   | 1     | 0    | América-MG          |
| 13 | D    | Yasmin         | 28 ottobre 1996 (27 anni)  | 13    | 3    | Corinthians         |
| 14 | A    | Ludmila        | 1º dicembre 1994 (29 anni) | 47    | 6    | Svincolata          |
| 15 | D    | Thaís Ferreira | 1º maggio 1996 (28 anni)   | 10    | 0    | Granadilla Tenerife |
| 16 | A    | Gabi Nunes     | 10 marzo 1997 (27 anni)    | 32    | 7    | Levante             |
| 17 | C    | Ana Vitória    | 6 marzo 2000 (24 anni)     | 17    | 2    | Atlético Madrid     |
| 18 | A    | Gabi Portilho  | 18 luglio 1995 (29 anni)   | 20    | 1    | Corinthians         |

 Giappone
Selezionatrice:  Futoshi Ikeda
La lista delle convocate per il Giappone è stata comunicata ufficialmente il 14 giugno 2024. Remina Chiba, Miyabi Moriya, Rion Ishikawa e Shu Ohba sono state indicate come riserve.
| N. | Pos. | Giocatore       | Data nascita (età)          | Pres. | Reti | Squadra            |
| -- | ---- | --------------- | --------------------------- | ----- | ---- | ------------------ |
| 1  | P    | Ayaka Yamashita | 29 settembre 1995 (28 anni) | 70    | 0    | INAC Kobe Leonessa |
| 2  | D    | Risa Shimizu    | 15 giugno 1996 (28 anni)    | 78    | 4    | West Ham           |
| 3  | D    | Moeka Minami    | 7 dicembre 1998 (25 anni)   | 52    | 4    | Roma               |
| 4  | D    | Saki Kumagai    | 17 ottobre 1990 (33 anni)   | 151   | 2    | Roma               |
| 5  | D    | Hana Takahashi  | 19 febbraio 2000 (24 anni)  | 26    | 3    | Urawa Reds         |
| 6  | D    | Tōko Koga       | 6 gennaio 2006 (18 anni)    | 8     | 1    | Feyenoord          |
| 7  | C    | Hinata Miyazawa | 28 novembre 1999 (24 anni)  | 37    | 9    | Manchester United  |
| 8  | C    | Kiko Seike      | 8 agosto 1996 (27 anni)     | 21    | 7    | Urawa Reds         |
| 9  | A    | Riko Ueki       | 30 luglio 1999 (24 anni)    | 35    | 11   | West Ham           |
| 10 | C    | Fūka Nagano     | 9 marzo 1999 (23 anni)      | 39    | 1    | Liverpool          |
| 11 | A    | Mina Tanaka     | 28 aprile 1994 (30 anni)    | 80    | 36   | INAC Kobe Leonessa |
| 12 | C    | Momoko Tanikawa | 7 maggio 2005 (19 anni)     | 5     | 0    | Rosengård          |
| 13 | D    | Hikaru Kitagawa | 10 maggio 1997 (27 anni)    | 10    | 0    | INAC Kobe Leonessa |
| 14 | C    | Yui Hasegawa    | 29 gennaio 1997 (27 anni)   | 84    | 20   | Manchester City    |
| 15 | C    | Aoba Fujino     | 27 gennaio 2004 (20 anni)   | 22    | 5    | Tokyo Verdy Beleza |
| 16 | C    | Honoka Hayashi  | 19 maggio 1998 (24 anni)    | 33    | 2    | West Ham           |
| 17 | A    | Maika Hamano    | 9 maggio 2004 (20 anni)     | 10    | 2    | Chelsea            |
| 18 | P    | Chika Hirao     | 31 dicembre 1996 (27 anni)  | 8     | 0    | Albirex Niigata    |

 Nigeria
Selezionatrice:  Randy Waldrum
La lista delle convocate per la Nigeria è stata comunicata ufficialmente il 3 luglio 2024. Gift Monday, Jumoke Alani, Regina Otu e Morufa Ademola sono state indicate come riserve. Il 10 luglio Halimatu Ayinde, inizialmente in lista, è stata sostituita da Ifeoma Onumonu a causa di un infortunio; Regina Otu è stata poi inserita tra le riserve.
| N. | Pos. | Giocatore            | Data nascita (età)         | Pres. | Reti | Squadra             |
| -- | ---- | -------------------- | -------------------------- | ----- | ---- | ------------------- |
| 1  | P    | Tochukwu Oluehi      | 2 maggio 1987 (37 anni)    |       |      | Eastern Flames      |
| 2  | D    | Michelle Alozie      | 28 aprile 1997 (27 anni)   |       |      | Houston Dash        |
| 3  | D    | Osinachi Ohale       | 21 dicembre 1991 (32 anni) |       |      | Pachuca             |
| 4  | D    | Nicole Payne         | 8 gennaio 2001 (23 anni)   |       |      | Portland Thorns     |
| 5  | D    | Chidinma Okeke       | 11 agosto 2000 (23 anni)   |       |      | Mynavi Sendai       |
| 6  | A    | Esther Okoronkwo     | 27 marzo 1997 (27 anni)    |       |      | Changchun           |
| 7  | C    | Toni Payne           | 22 aprile 1995 (29 anni)   |       |      | Siviglia            |
| 8  | A    | Asisat Oshoala       | 9 ottobre 1994 (29 anni)   |       |      | Bay FC              |
| 9  | A    | Chinonyerem Macleans | 1º ottobre 1999 (24 anni)  |       |      | Lokomotiv Mosca     |
| 10 | C    | Christy Ucheibe      | 25 dicembre 2000 (23 anni) |       |      | Benfica             |
| 11 | C    | Jennifer Echegini    | 22 marzo 2001 (23 anni)    |       |      | Juventus            |
| 12 | A    | Uchenna Kanu         | 27 giugno 1997 (27 anni)   |       |      | Racing Louisville   |
| 13 | C    | Deborah Abiodun      | 2 novembre 2003 (20 anni)  |       |      | Pittsburgh Panthers |
| 14 | D    | Oluwatosin Demehin   | 13 marzo 2002 (22 anni)    |       |      | Stade Reims         |
| 15 | A    | Rasheedat Ajibade    | 8 dicembre 1999 (24 anni)  |       |      | Atlético Madrid     |
| 16 | P    | Chiamaka Nnadozie    | 8 dicembre 2000 (23 anni)  |       |      | Paris FC            |
| 17 | A    | Chinwendu Ihezuo     | 30 aprile 1997 (27 anni)   |       |      | Pachuca             |
| 18 | C    | Ifeoma Onumonu       | 25 febbraio 1994 (30 anni) |       |      | Utah Royals         |

 Spagna
Selezionatrice:  Montserrat Tomé
La lista delle convocate per la Spagna è stata comunicata ufficialmente il 3 luglio 2024. Victoria López, María Méndez, Alba Redondo ed Elene Lete sono state indicate come riserve.
| N. | Pos. | Giocatore            | Data nascita (età)         | Pres. | Reti | Squadra           |
| -- | ---- | -------------------- | -------------------------- | ----- | ---- | ----------------- |
| 1  | P    | Misa Rodríguez       | 23 luglio 1999 (25 anni)   | 22    | 0    | Real Madrid       |
| 2  | D    | Ona Batlle           | 10 giugno 1999 (25 anni)   | 46    | 2    | Barcellona        |
| 3  | C    | Teresa Abelleira     | 9 gennaio 2000 (24 anni)   | 31    | 2    | Real Madrid       |
| 4  | D    | Irene Paredes        | 4 luglio 1991 (33 anni)    | 106   | 12   | Barcellona        |
| 5  | D    | Oihane Hernández     | 4 maggio 2000 (24 anni)    | 21    | 1    | Real Madrid       |
| 6  | C    | Aitana Bonmatí       | 18 gennaio 1998 (26 anni)  | 62    | 23   | Barcellona        |
| 7  | C    | Athenea del Castillo | 24 ottobre 2000 (23 anni)  | 43    | 12   | Real Madrid       |
| 8  | A    | Mariona Caldentey    | 19 marzo 1996 (28 anni)    | 72    | 26   | Barcellona        |
| 9  | A    | Salma Paralluelo     | 13 novembre 2003 (20 anni) | 25    | 12   | Barcellona        |
| 10 | A    | Jennifer Hermoso     | 9 maggio 1990 (34 anni)    | 115   | 56   | Tigres UANL       |
| 11 | C    | Alexia Putellas      | 4 febbraio 1994 (30 anni)  | 117   | 30   | Barcellona        |
| 12 | C    | Patricia Guijarro    | 17 maggio 1998 (26 anni)   | 52    | 11   | Barcellona        |
| 13 | P    | Cata Coll            | 23 aprile 2001 (23 anni)   | 11    | 0    | Barcellona        |
| 14 | D    | Laia Aleixandri      | 25 agosto 2000 (23 anni)   | 27    | 2    | Manchester United |
| 15 | A    | Eva Navarro          | 27 gennaio 2001 (23 anni)  | 21    | 5    | Atlético Madrid   |
| 16 | D    | Laia Codina          | 22 gennaio 2000 (24 anni)  | 13    | 2    | Arsenal           |
| 17 | A    | Lucía García         | 14 luglio 1998 (26 anni)   | 46    | 11   | Manchester United |
| 18 | D    | Olga Carmona         | 12 giugno 2000 (24 anni)   | 40    | 3    | Real Madrid       |